# Philip Freiherr von Boeselager

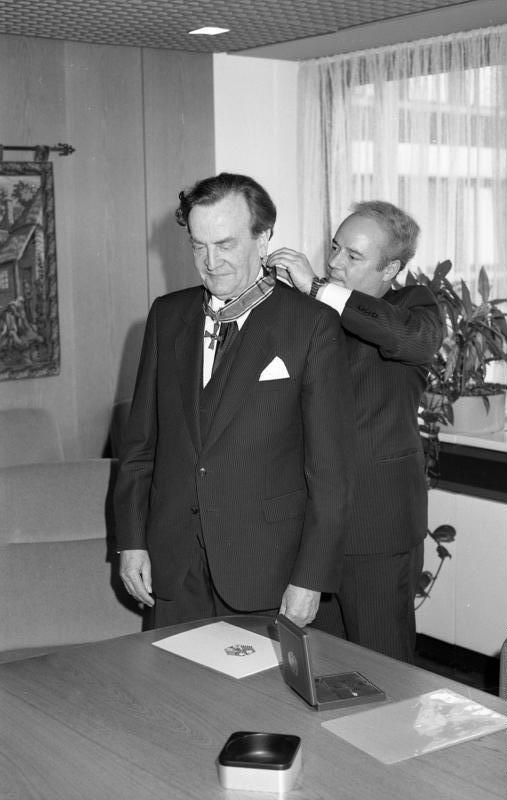
Philip Freiherr von Boeselager primind o medalie din partea secretarului de stat Wolfgang von Geldern în 1989

Philip von Boeselager, baron de Boeselager (n. 6 septembrie 1917, cetatea Heimerzheim, lâgă Bonn - d. 1 mai 2008, cetatea  Kreuzberg , Rheinland-Pfalz) a fost ultimul supraviețuitor al complotului de la 20 iulie 1944, pus la cale pentru uciderea lui Adolf Hitler.